# Бісе Міцці Вассалло
Бісе Міцці Вассалло (також відома як Бісе Вассалло і Біче Міцці, 11 листопада 1899 — 22 лютого 1985) — мальтійська піаністка, яку вважають одним з найвидатніших піаністів свого покоління. Вона також відома як дочка композитора Паоліно Вассалло та Марії Анни, уродженої Грех, і дружина екс-прем'єр-міністра Мальтії Енріко Міцці.

## Дошкільне життя та освіта
Бісе Вассалло розпочала навчання під керівництвом свого батька, мальтійського композитора Паоліно Вассалло Під його керівництвом вона вивчала фортепіано та скрипку. Вона вибрала фортепіано замість скрипки, але тим не менше зберегла любов до скрипки. 
Бісе була удостоєна відзнаки в обох іспитах на фортепіано (нижчий і вищий відділ) від асоційованої ради Королівської музичної академії та Королівського музичного коледжу у 1908 та 1909 роках відповідно.

## Вистави
Її перша помітна вистава — у травні 1909 р.,де вона виконала концерт класичної музики в театрі Маноеля. Виступ відбувся під патронатом єпископа Мальти П'єтро Пейса і був організований на допомогу сестер св. Йосифа, Сліма. Різні газети публікували огляди цього виступу: «Піаністка настільки молода і такої великої майстерності, що на цьому світі мало і тому ми повинні бути гордими і щасливими). Бісе — це маленький Моцарт».
Вона також виступила з концертом на допомогу Валлеттського товариства св. Вінсента де Поля. Цей вокально-інструментальний концерт відбувся в неділю, 1 травня 1910 р., У Театрі кінематографа в Коспікуа.
У червні 1911 року, у 11 років, вона виступила в Залі Скарлатті в консерваторії Музики Вінченцо Белліні в Палермо. Цей концерт проходив під патронатом принцеси Кастельале. Критик міланської «Рассені Мелодраматики» після виступу Біче написав наступне: «У залі Скарлатті в Королівському музичному консерваторії в Палермо відбувся концерт, головним героєм якого була 11-річна Бісе Вассалло з Мальти. Її описали як справжнього вундеркінда на фортепіано».
У 1912 році вона виступала в Королівському оперному театрі у Валлетті. Далі подано уривок із місцевої газети: "Бісе Вассалло, така молода, займає місце серед великих іноземних піаністів, її ім'я серед тих, хто завдяки своїй майстерності ніколи не помре).
Після чергового концерту в Королівському оперному театрі у Валлетті в 1914 році про неї було сказано наступне: « Як назвати чотирнадцятирічну піаністку? Ми будемо називати її феноменальною».
У 1923 році вона виступила з концертом у лондонському Вігмор-холі «Bice Vassallo — гордість і честь Мальти».
18 жовтня 1946 року вона виступила на концерті мальтійського композитора Кармело Пейса під диригентством Франческо Белццізі в Британському інституті у Валлетті.

## Приватне життя
26 червня 1926 року Бісе Міцці Вассалло одружилась з Енріко Міцці тодішнім лідером Націоналістичної партії . Її чоловік став прем'єр-міністром Мальти в 1950 році незадовго до того, як помер через кілька місяців.
25 липня 1927 р. У Бісе та Енріко Міцці народився син і назвали його Фортунато (1927—2017) честь батька Енріко Фортунато Міцці (1844—1905). Фортунато Міцці (також відомий як Натоліно) був висвячений на священика в 1952 році, а пізніше, в 1955 році, він заснував Moviment Azzjoni Socjali (MAS — Рух соціальних дій).

### Життя під час війни
Бісе та її син пережили важкі часи протягом війни. У 1940 році, коли назрівали розмови про причетність Мальти до Другої світової війни, її чоловік Енріко був заарештований, нібито маючи італійські симпатії, і інтернований у форті Сальваторе в Кордіні, а потім був переведений до св. Агати в Рабаті. У листі від 19 червня 1940 р. Бісе задається питанням, чому її чоловік не отримав усіх її листів, оскільки вона майже щодня писала йому.
Були часи, коли Бісе та її син прогулювались вулицями Рабата, коли відвідували Енріко, під час обстрілу словесними образами та обсипання картопляною шкіркою та яєчною шкаралупою. У лютому 1942 року тодішній губернатор Мальти сер Вільям Доббі видав ордер на депортацію Енріко Міцці разом з ще 47 громадянами Мальтії в Уганду. Лише в 1945 р. Нарешті групу вигнанців пустили назад до країни. Її чоловік швидко знову увійшов у політику і був обраний прем'єр-міністром на виборах 1950 року, що відбулись 2-4 вересня. На жаль, цей успіх був недовгим, оскільки він помер менше ніж через 4 місяці 20 грудня 1950 року у віці 65 років.

### Пізніші роки
Протягом усього свого життя Бісе була твердо налаштована ніколи не відволікати увагу чоловіка від його місії на службі нації. Вона присвятила себе священичому та суспільному покликанню сина. Це було в той час, коли мальтійські острови проходили, хоча і найбільші повоєнні виклики.
Бісе Міцці Вассалло присвятила себе викладацькій роботі в наступні роки. Вона викладала з великим ентузіазмом і навчала найкращих піаністів країни. Викладання фортепіано було особливо важливим як засіб отримання доходу, особливо після смерті її чоловіка в 1950 р.Через деякий час їй призначили державну пенсію чоловіка. Шкільний друг її сина Фортуната, Джо Феліче Пейс, який часто приєднувався до них на обід у шкільні дні, описав Бісе як сталеву жінку із золотим серцем, яка повністю присвятила своє життя своїй родині

### Смерть і спадщина
Бісе Міцці Вассалло померла 22 лютого 1985 року у віці 85 років
У 1987 році Національна рада жінок Мальти заснувала на її честь музичний конкурс Бісе Міцці Вассалло; Синтія Тернер була головою судової комісії до своєї смерті в 2021 році. Конкурс проводиться кожні 2 роки і триває безперервно з моменту його створення.
Її іменем названо початкову державну школу Бісе Міцці Вассалло в Пембруку.